# Желание сердца
«Желание сердца» (нем. Zärtliche Begierde) — телефильм 1999 года режиссёра Михаэля Койша.

## Сюжет
Мартин, муж Анны, не склонен хранить верность жене. Анна же тем временем знакомится с соседкой — Кристиной. Лишённая по-настоящему полноценных отношений с мужем, она проводит с подругой всё больше и больше времени. Мартина начинает беспокоить отсутствие привычного внимания со стороны жены, но уже поздно — у Анны с Кристиной начинается роман. Оказалось, что потерять жену совсем не входило в планы Мартина, и теперь ему предстоит вернуть её назад. Вот только иметь в качестве соперника не мужчину, а женщину для него весьма затруднительно. Анне же предстоит сделать нелёгкий выбор, с кем ей быть.

## Актёрский состав
| В ролях                |  | Персонаж |
| ---------------------- |  | -------- |
| Геше Теббенхоф         |  | Анна     |
| Тина Руланд            |  | Кристина |
| Кристоф М. Орт         |  | Мартин   |
| Ингольф Люк            |  | Хайнер   |
| Леннард Барт           |  | Тимми    |
| Йоханна-Кристина Гелен |  | Беата    |